# Cortinarius conicus
Cortinarius conicus är en svampart som först beskrevs av Josef Velenovský, och fick sitt nu gällande namn av Rob. Henry 1942. Cortinarius conicus ingår i släktet Cortinarius och familjen spindlingar.   Inga underarter finns listade i Catalogue of Life.